# アクセルマーク
アクセルマーク株式会社（英: AXEL MARK, INC.）は、東京都中野区に本社を置き、トレーディングカード事業、インターネット広告事業、IoTヘルスケア事業を行う日本の企業。

## 概要
1994年にキャラクター商品の企画及び著作権、商標権、意匠権の管理（プロパティ事業）を目的として、株式会社マッキャナとして設立。
2011年にはソーシャルゲーム事業に進出するも、同業者間の競争の激化に伴い開発費や広告宣伝費が高騰、それによりソーシャルゲーム事業は赤字となっていた。
このためアクセルマークは、2020年6月18日にソーシャルゲーム事業をオルトプラスへ譲渡することを発表。アクセルマークが手掛けていたソーシャルゲーム事業は、2020年9月1日付でアクセルマークプラスへ分社化した上で、アクセルマークプラス全株式をオルトプラスへ譲渡。これによりアクセルマークはソーシャルゲーム事業より撤退、加盟していたコンピュータエンターテインメント協会からも退会した。
アクセルマークは、ソーシャルゲーム事業撤退に伴うオフィス縮小などに伴う特別損失を計上したことから、2020年9月期は1億7193万9000円の債務超過に転落。2020年12月22日に東京証券取引所から上場廃止に係る猶予期間入りの指定を受けた。
2021年3月1日付で、ナムコ（後のバンダイナムコエンターテインメント）、フリュー、セガゲームス（後のセガ）を渡り歩いてきた松川裕史が代表取締役社長に就任。アクセルマークは、インターネット広告事業とブロックチェーンゲーム事業を軸に経営の立て直しを図る。

## 沿革
- 1994年（平成6年）3月 - 株式会社マッキャナを設立。本社は東京都千代田区東神田。キャラクター商品の企画及び著作権、商標権、意匠権の管理（プロパティ事業）が事業目的。
- 1997年（平成9年）12月 - 株式会社ハイジに商号変更。
- 2000年（平成12年）
  - 3月 - 第三者割当増資を実施し、株式会社セプテーニ（現・セプテーニ・ホールディングス）の傘下に入る。
  - 4月 - 本社を東京都新宿区西新宿に移転。
- 2005年（平成17年）
  - 9月 - 株式会社ハイジを存続会社として、株式会社ピュアクリック、株式会社HRIを吸収合併。
  - 11月 - アクセルマーク株式会社に商号変更。
- 2008年（平成20年）3月 - 東京証券取引所マザーズに株式を上場。
- 2011年（平成23年）10月 - エフルート株式会社を吸収合併。同社の広告事業及びソーシャルゲーム事業を承継し、同社の子会社であるエフルートレックス株式会社及びエフルート・モバイル・テクノロジー株式会社（のちのアクセルビート株式会社。2013年8月解散）を連結の範囲に取り込む。
- 2012年（平成24年）
  - 6月 - 株式会社インディソフトウェアの株式を取得し、子会社化。
  - 8月 - エフルートレックスがインディソフトウェアを吸収合併し、株式会社インディソフトウェアに商号変更。
- 2013年（平成25年）10月 - 子会社のインディソフトウェアが、アクセルゲームスタジオ株式会社に商号変更。
- 2015年（平成27年）11月 - セプテーニ・ホールディングスによる一部株式売却により、同社が保有する株式の割合が49.96%に減少。これにより同社の子会社ではなくなる[7]。
- 2016年（平成28年）9月 - コンテンツ事業をアサップネットワーク株式会社へ譲渡[8]。
- 2017年（平成29年）11月 - DMMから「DMM.yell」事業を譲渡され、「.yell plus（ドットエールプラス）」としてサービスを継続[9]。
- 2018年（平成30年）12月 - 子会社のアクセルゲームスタジオを吸収合併[10]。
- 2020年（令和2年）9月 - ソーシャルゲーム事業を株式会社アクセルマークプラスへ分社化した上でアクセルマークプラス全株式をオルトプラスへ譲渡し、ソーシャルゲーム事業より撤退[2][3]。
- 2021年（令和3年）
  - 1月 - アクセルゲームエンターテインメント株式会社を解散[11]。
  - 5月 - ヘルスケア分野に参入、IoTヘルスケア関連サービスを開始
- 2022年（令和4年）4月 - 東京証券取引所グロース市場へ移行
- 2023年（令和5年）9月 - 株式会社エイチ・エム・ワイとの間で、業務提携契約を締結し、トレーディングカード事業を開始[12]
- 2025年（令和7年）2月 - 株式会社craftyの全株式を取得し子会社化[13]。

## ゲーム

### 他社移管
- ワールドクロスサーガ (2016年4月15日サービス開始[14]、2018年Digital monkeyへと運営移管[15])
- 幽☆遊☆白書 100%本気（マジ）バトル (2018年8月28日サービス開始[16]、2020年9月1日オルトプラスへと譲渡[17]) ※配信・共同開発：KLab
- COLOR PIECEOUT (2019年5月28日サービス開始[18]、2020年9月1日オルトプラスへと譲渡[17])
- Ｊリーグ トレーディングサッカー（2023年9月13日パブリッシャーを株式会社プレイシンクへ変更）

### 過去
- キングダムクロニクル (2011年9月8日サービス開始[19]、2014年9月10日サービス終了[20])
- 王様ゲーム (2011年11月28日サービス開始[21]、2013年7月31日サービス終了[22]) ※子会社のエフルートレックスが配信
- アドベンチャークロニクル (2012年3月2日サービス開始[23]、2013年6月27日サービス終了[24])
- 天空のレギオン (2012年5月10日サービス開始[25]、2017年8月31日サービス終了[26])
- プロ野球クロニクル (2012年7月17日サービス開始[27]、2013年2月28日サービス終了[28]) ※フジテレビジョン配信
- アラド戦記SG (2012年11月20日サービス開始[29]、2013年6月27日サービス終了[30]) ※ネクソン配信
- クロノ・マキア (2012年12月7日サービス開始[31]、2013年4月30日サービス終了[32])
- 王国の系譜〜クリスタルサーガ〜 (2013年1月28日サービス開始[33]、2015年12月24日サービス終了[34])
- 王様ゲーム -共闘- (2013年3月22日サービス開始[35]、2015年12月16日サービス終了[36])
- 戦律のヴァルキリー (2013年8月29日サービス開始[37]、2014年3月10日サービス終了[38])
- 反逆のシエルアーク (2013年11月26日サービス開始[39]、2017年8月31日サービス終了[40]) ※セガゲームス配信
- 三国志トライブ (2014年6月20日サービス開始[41]、2015年1月26日サービス終了[42]) ※gloops配信
- 大乱闘!!ドラゴンパレード (2015年1月22日サービス開始[43]、2016年1月6日サービス終了[44]) ※セガゲームス配信
- ディアホライゾン (2017年8月24日サービス開始[45]、2018年5月31日サービス終了[46]) ※スクウェア・エニックス配信
- キングダム-英雄の系譜- (2015年3月13日サービス開始[47]、2019年9月30日サービス終了[48]) ※DeNA配信
- コントラクトサーヴァント (2020年1月23日よりサービス開始、2023年11月30日終了サービス終了)

### 開発中止
- 終幕彼女 (2019年5月14日開発中止を発表[49])